# Seilandsjøkelen
Seilandsjøkelen (en sami septentrional: Nuortageašjiehkki) és una glacera que es troba a l'illa de Seiland al comtat de Finnmark, Noruega. La glacera té una superfície de 14 quilòmetres quadrats, i es troba als municipis de Hammerfest, Kvalsund i Alta. La glacera es troba dins del Parc Nacional de Seiland.